# Научный консенсус
Нау́чный консе́нсус — коллективные позиции и мнения сообщества учёных в определённой области науки в конкретный момент времени. Консенсус предполагает общее согласие, но не обязательно единодушие. Научный консенсус не является сам по себе научным аргументом и не является частью научного метода, однако содержание консенсуса само по себе может быть основано на научных аргументах и на научном методе.
Консенсус достигается через общение на конференциях, в процессе публикации, повторения и проверки чужих результатов и рецензирования научных работ. Это приводит к ситуации, в которой учёные внутри отдельной области легко понимают, что такой консенсус существует, в то время как пояснить его наличие людям со стороны является сложной задачей, так как нормальные научные дебаты об уточняющих деталях могут восприниматься ими как оспаривание консенсуса. Время от времени научные структуры выпускают специальные издания, посвящённые краткому изложению текущего консенсуса в какой-либо области для его продвижения в более широкие научные круги. В тех случаях, когда имеется мало противоречий, касающихся темы исследования, установление научного консенсуса происходит довольно легко.
Научный консенсус может быть использован в популярном или политическом споре по вопросам, которые являются спорными в публичной сфере, но которые не являются спорными в рамках научного сообщества, таких как факт биологической эволюции или отсутствие связи вакцинации и аутизма.

## Как консенсус изменяется со временем

Общественность существенно недооценивает уровень научного консенсуса в отношении связи изменения климата с человеческой деятельностью. Исследования 2019—2021 годов показали, что научный консенсус по данному вопросу находится в диапазоне от 98,7 до 100 %

Существует множество философских, исторических и социологических теорий о процессах развития научного консенсуса. Так как история науки чрезвычайно сложна и существует тенденция проецировать известные ныне результаты развития консенсуса на прошлое, выделяя «выигравших» и «проигравших», построить аккуратную и точную модель развития науки очень сложно. Это становится сверхсложным также и благодаря тому, что различные области науки по-разному относятся к различным формам доказательств и экспериментальной проверки.
Большинство моделей развития науки опираются на примат новых данных, получаемых посредством эксперимента. Философ Карл Поппер предположил, что так как никакое количество экспериментов не может доказать научную теорию, но единственный эксперимент может опровергнуть её, то весь научный прогресс должен базироваться на процессе опровержения, когда эксперименты построены так, чтобы получить эмпирические данные, которые не могут быть объяснены в рамках текущей теории, что будет демонстрировать её неверность и требовать построения новой теории.
Среди наиболее влиятельных противников такого подхода выделяется историк Томас Кун, который возразил, что полная совокупность экспериментальных данных всегда содержит некоторые противоречия с теорией и только лишь их наличие и даже опровержение ими какой-либо теории не приводит к существенному развитию науки или подрыву научного консенсуса. Он предположил, что научный консенсус работает в форме «парадигм», которые состоят из связанных между собой теорий и их начальных допущений, а также положений о природе допустимой теории вообще, которые разделяются исследователями в данной области. Кун показал, что только после накопления достаточного количества «серьёзных» аномалий научный консенсус входит в стадию «кризиса». В этот момент активно разрабатываются новые теории и парадигмы, и в конечном счёте одна из конкурирующих парадигм сменяет предыдущую — происходит не эволюция, а революция в науке, смена парадигмы. Модель Куна подчёркивает также социальные и личные аспекты развития теорий, показывая на исторических примерах, что научный консенсус никогда не был делом чистой логики или только фактов. Однако эти периоды нормальной и кризисной науки не являются взаимоисключающими. Исследования показывают, что они скорее представляют собой различные параллельно существующие и используемые пути ведения научного исследования, чем различные исторические периоды.
В последнее время некоторые более радикальные философы, такие как Пол Фейерабенд, придерживаются мнения, что научный консенсус чисто условен и не относится ни к какой внешней по отношению к науке истине. Эти взгляды, хотя и породили широкую дискуссию, обычно не разделяются даже философами.

## Научный консенсус и научное меньшинство
Как стандартный пример проявления психологического принципа «склонности к подтверждению», научные результаты, подтверждающие существующий консенсус, как правило, более благосклонно принимаются научным сообществом, чем те, которые противоречат ему. В некоторых случаях учёные, критикующие текущую парадигму, серьёзно критикуются за свои оценки. Исследование, которое подвергает сомнению хорошо подтверждённую научную теорию, обычно проверяется более дотошно для выяснения соответствия скрупулёзности и документированности исследования силе заявленных эффектов. Эта осмотрительность и аккуратная тщательная проверка используются для того, чтобы защитить науку от преждевременного отхода от разработки идей, хорошо обоснованных интенсивными исследованиями, в сторону новых идей, которые ещё должны пройти проверку временем и экспериментом. Тем не менее такое развитие событий часто приводит к конфликту между сторонниками новых идей и сторонниками консенсуса, то есть идей более распространённых, причём как в случае последующего принятия новой идеи сообществом, так и её отбрасывания.
Т. Кун в книге Структура научных революций (1962) рассмотрел эту проблему детально. Некоторое количество примеров смены консенсуса по мере накопления доказательств даёт современная история науки, например:
- Теория дрейфа материков Альфреда Вегенера не признавалась основной массой геологов, пока накопленные неопровержимые доказательства и предложенный приемлемый механизм источника их движения не привели к смене парадигмы фиксизма парадигмой мобилизма через 50 лет после предложения теории.
- Теория симбиогенеза, развивавшаяся с 1960-х гг. Линн Маргулис, теперь практически общепринята как теория происхождения митохондрий и пластид.
- Теория прерывистого равновесия, предложенная в 1972 году палеонтологами Нильсом Элдриджем и Стивеном Гулдом, которая пока не стала доминирующей, но признаётся как действительно возможный путь эволюции.
- Теория о существовании прионов — особых инфекционных агентов, чисто белковых, и не содержащих нуклеиновых кислот, вызывающих, например, губчатую энцефалопатию — предложенная С. Прузинером и сначала отвергнутая, так как существование организмов, размножающихся без участия рибонуклеиновых кислот, до этого считалось невозможным.
- Теория бактериального происхождения большинства гастритов и язв желудка, связанного с Helicobacter pylori, которую в 1982 году предложили Роберт Уоррен и Барри Маршалл, была сначала отклонена медиками, так как считалось, что никакие бактерии не могут выживать в агрессивной среде желудочного сока. Маршалл поставил эксперимент на себе, выпив культуру бактерии и продемонстрировав развитие язвы, которую затем успешно задавил приёмом антибактериальных средств[14].

Тем не менее, на каждую идею, принятую научным сообществом, приходится множество идей, неверность которых действительно была доказана. Два классических примера — N-лучи и полимерная вода.

## Неопределённость и научный консенсус в политической стратегии
В публичных дебатах на политические темы утверждение о том, что среди учёных на эту тему существует консенсус, часто используется как аргумент для утверждения верности теории и поддержки для предлагаемого образа действий теми, кто получает выгоду от стратегии, основанной на этом консенсусе. Аналогично утверждения об отсутствии консенсуса часто продвигаются противоположными сторонами.
Полемика вокруг вопроса о наличии научного консенсуса по причинам глобального потепления затронула широкие общественные круги. Однако историк науки Наоми Орескес опубликовала в Science статью, показывающую, что обзор аннотаций 928 научных статей, опубликованных между 1993 и 2003 годами, показывает полное отсутствие аннотаций, явным образом отвергающих теорию антропогенного характера глобального потепления. В редакционной статье Washington Post Орескес утверждает, что противники антропогенного характера потепления излагают состояние науки таким образом, что реальный нормальный диапазон научной неопределённости любых фактов превращается во впечатление, что в этой области есть существенные научные разногласия или вообще отсутствует консенсус. Исследования Орескес затем были подтверждены другими методами с большей интерпретационной независимостью.
Теория эволюции — общепринятая часть биологической науки, причём её проникновение настолько глубоко, что только очень небольшая часть биологических феноменов может быть понята без обращения к её концепциям. Оппоненты эволюции утверждают, что в научном сообществе существуют значительные расхождения в позициях по этому вопросу.  C. Дж. Гулд возражает на это, что креационисты не понимают сути дебатов в эволюционной теории, которые идут не о том, «есть» ли эволюция, а о том, «как» она протекает.
Внутренне присущая науке неопределённость — теории никогда не могут быть окончательно доказаны, но только опровергнуты (см. фальсифицируемость) — ставит перед политиками, стратегами, юристами и бизнесменами серьёзную проблему. Там, где научные или философские вопросы могут пребывать в подвешенном состоянии десятилетиями, эти люди вынуждены принимать важные решения по ним, базируясь только на современном понимании вопроса, даже если оно скорее всего неполно, неточно и не представляет собой даже относительной истины. Самая тонкая часть вопроса — это определить, что из предлагаемых наукой вариантов ближе всего к истине. Например, социальные действия против курения, вероятно, начались намного позже достижения более-менее устойчивого научного консенсуса о вреде курения.
Определённые области политики, такие как разрешение на использование определённых технологий, могут иметь огромные и далеко идущие политические, экономические и психологические последствия, если научные предсказания разойдутся с действительностью. Тем не менее, в той степени как мы ожидаем, что стратегия в данной области должна отражать известные релевантные данные и общепринятые модели соотношений между наблюдаемыми явлениями, альтернативы использованию научного консенсуса для принятия решений практически нет, как минимум в случае, когда необходимость разработки стратегии становится насущной. Хотя наука не может дать «абсолютной истины» (или её противоположности — «абсолютной ошибки»), её применение связано с её возможностями указать путь к росту общественного блага и уменьшению страдания. Рассмотренное с такого угла зрения требование, чтобы стратегия принятия решений базировалась исключительно на проверенной «научной истине», не принимая во внимание мнения науки об ещё не до конца исследованных феноменах, привело бы к параличу принятия решений и означало бы на практике защиту приемлемости всех измеримых и неизмеримых рисков и издержек стратегического бездействия. Такой анализ инициировал развитие «принципа предосторожности».
Разработка стратегии на базисе очевидного научного консенсуса ни в коем случае не препятствует постоянной переоценке как самого научного консенсуса, так и ощутимых результатов принятых решений. Более того, те же соображения, которые внушают уверенность в правильности консенсуса, приводят и к его непрерывной проверке — с соответствующим уточнением стратегии, если это необходимо.